# 朝潮運河

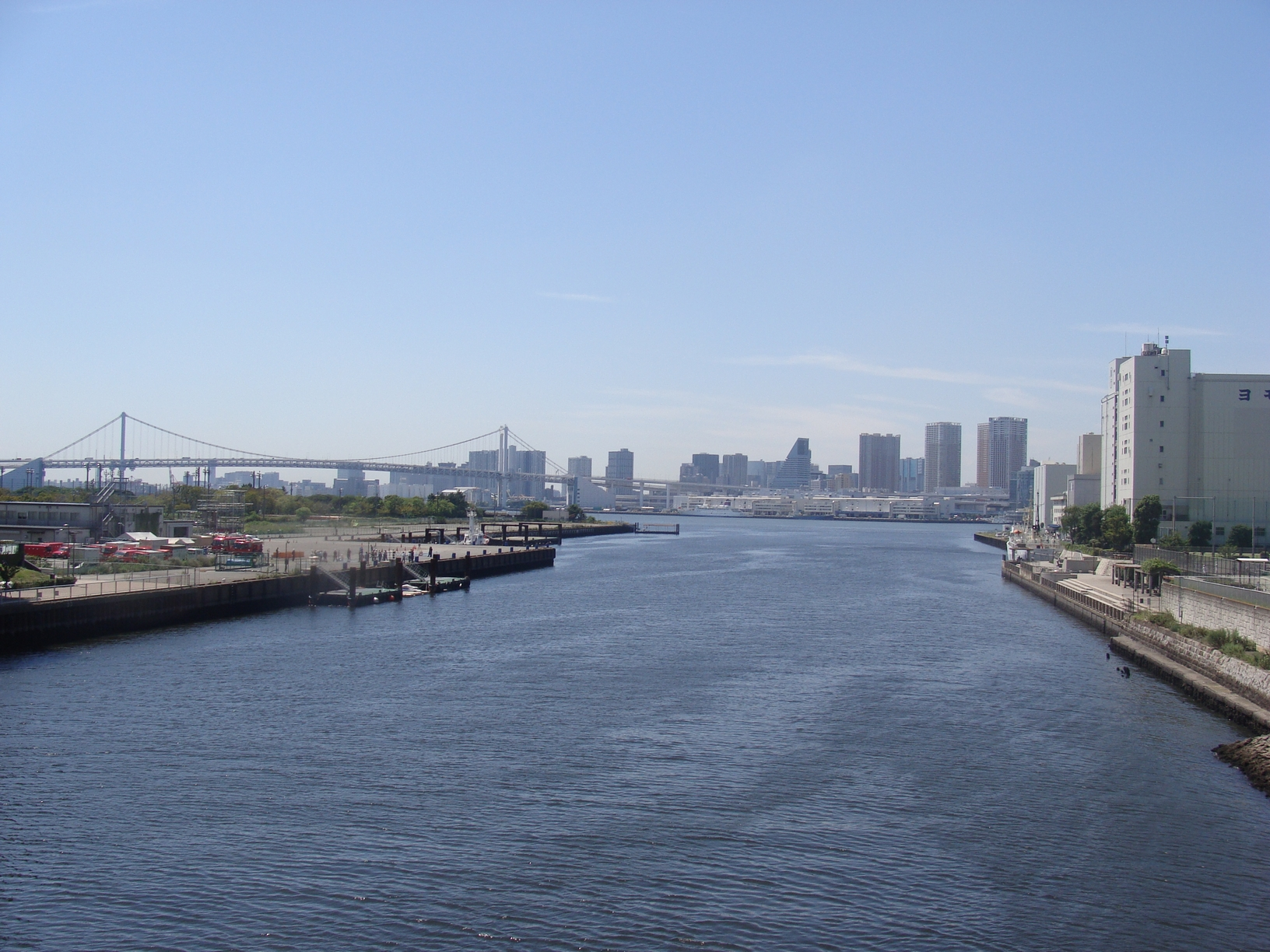
朝潮運河（朝潮小橋から撮影）

朝潮運河（あさしおうんが）は、東京都中央区佃・月島・勝どき・豊海町と晴海の間を流れ東京湾に注ぐ運河である。晴海運河から分かれ途中で月島川と新月島川（新月島運河）が注ぐ。ハゼが釣れることで知られる。
月島・新月島川を含めた区域が運河ルネッサンス推進地区に指定されている。

## 橋梁
- 佃水門
- 朝潮大橋 - 東京都道473号新富晴海線（佃大橋通り）
- 朝潮橋
- 晴月橋
- 桜小橋 - 歩行者専用橋[3]
- トリトンブリッジ - 歩行者専用橋（動く歩道）
- 黎明橋 - 東京都道304号日比谷豊洲埠頭東雲町線（晴海通り）
- 黎明小橋 - 歩行者専用橋[4]
- 黎明大橋 - 東京都道50号東京市川線（環二通り）
- 朝潮水門
- 朝潮小橋

## 流域の施設
- 東京都立大学晴海キャンパス
- 東京都立晴海総合高等学校
- 中央区立晴海中学校
- 晴海ビュータワー
- 晴海アイランドトリトンスクエア
- パークタワー勝どき
- 朝潮ふ頭
- Deux Tours
- THE TOKYO TOWERS
- 中央区立豊海運動公園
- HARUMI FLAG
- 豊海水産埠頭